# HD 1048
HD 1048，又名BD+21 13，SAO 73838、HR 49，是一颗恒星，视星等为6.24，位于銀經111.92，銀緯-39.81，其B1900.0坐标为赤經0h 9m 45.3s，赤緯+21° -39.81′ 43″。